# Листове скло

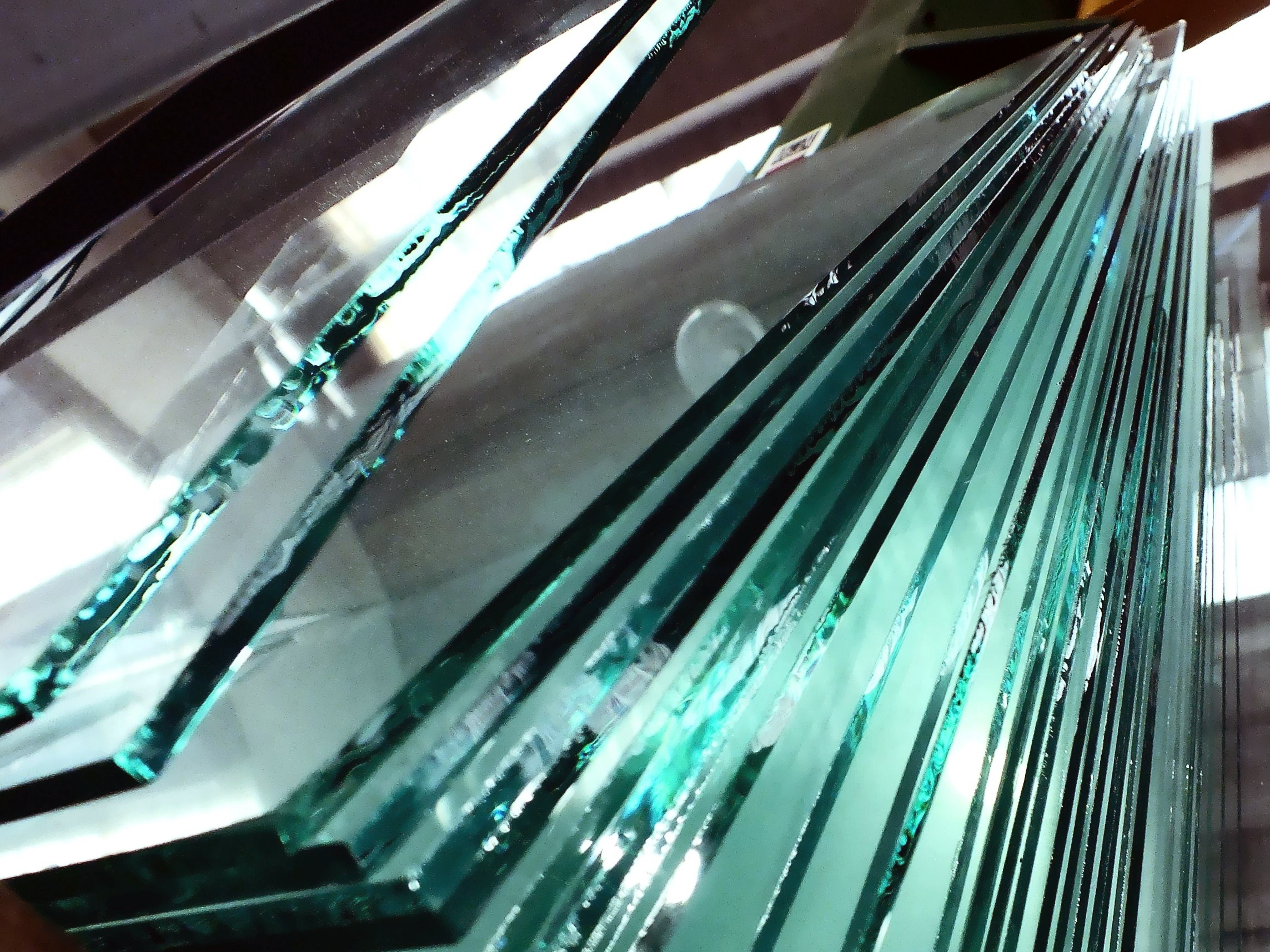
Шибкове скло

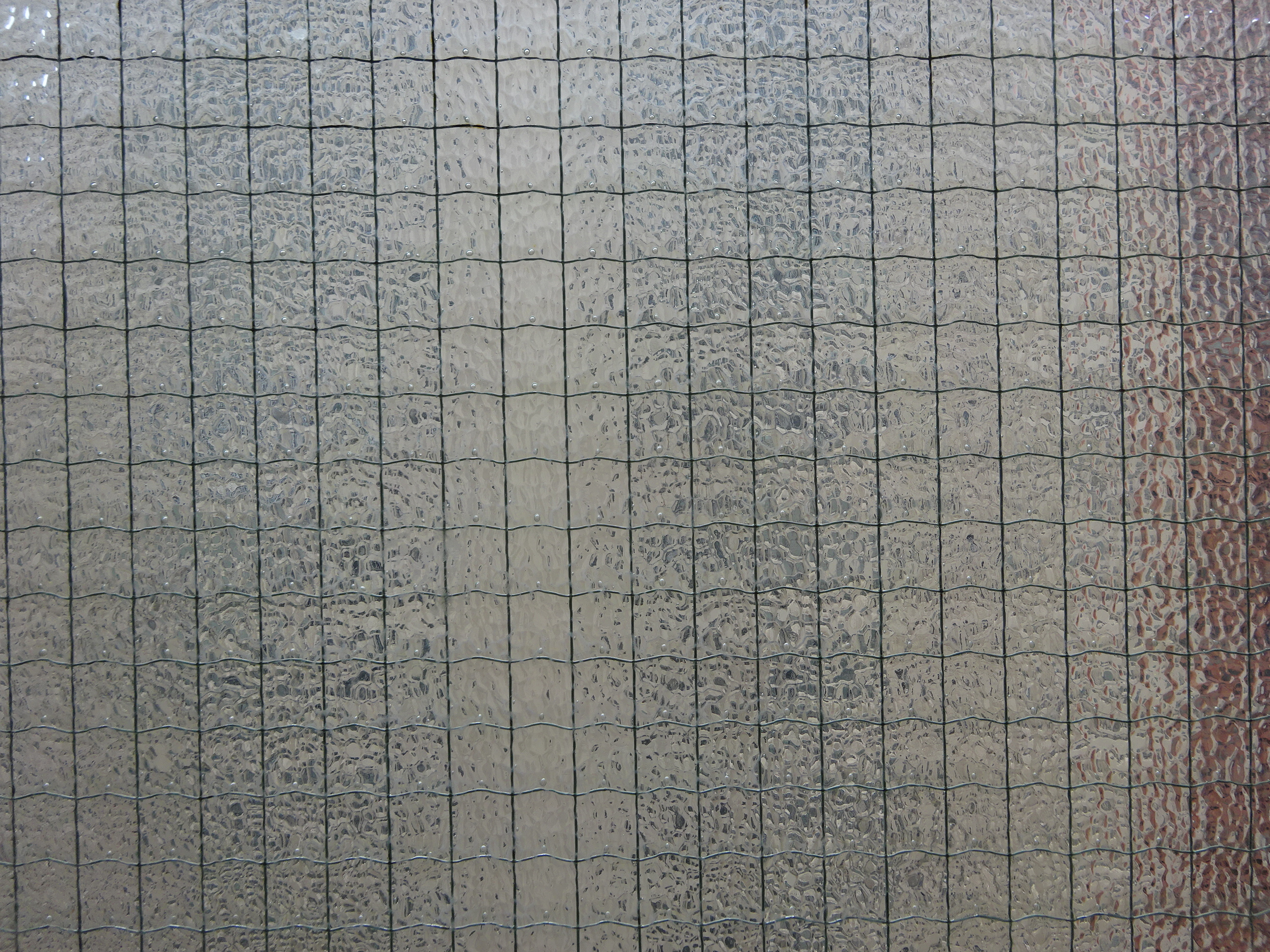
Армоване скло

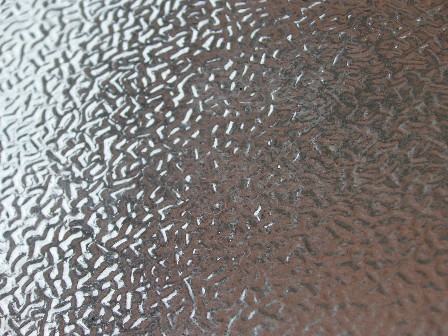
Візерункове скло

Листове́ скло, шибкове скло — скло, формоване у вигляді листа, поздовжньої форми. Окремий лист такого скла для вікон, дверей чи прозорих стін називають шибка, розм. шиба (через пол. szyba від сер.-в.-нім. schibe — «коло», «диск», «скиба»; звідси також «шайба»), заст. тахля. У сучасній архітектурі застосовують як плоскі, так і гнуті шибки.
Листове скло відрізняється за складом від посудного скла і скловолокна. Порівняно з посудним склом воно містить вищий відсоток оксидів магнію і натрію, і нижчий — кремнію, оксидів кальцію й алюмінію.
Листове скло — основний матеріал, що використовується для виготовлення скляних дверей, перегородок, душових кабін, дверей у шафу-купе або окремих елементів інтер'єру. З листового скла виготовляють безпечні стекла (загартоване, триплекс) для заскління автотранспорту, літаків і ін.

## Види
Має різноманітний асортимент: безбарвне — поліроване, візерункове, армоване; пофарбоване листове скло також має різноманітний асортимент. З безбарвного і пофарбованого скла виготовляють різні види будівельного скла — скляні блоки, профільне скло, склошифер, склоплитки й інші облицювальні матеріали.
Розрізняють такі види шибкового скла:
- Звичайне[6]
- Термополіроване скло
- Захисне скло (багатошарове скло, триплекс) — складається із двох або більше стекол, склеєних між собою полімерною плівкою або ламінуючою рідиною. У той же час, ламіноване скло не втрачає властивостей листового скла, а тільки надає йому міцності, надійності й безпеки. До таких стекол можна віднести ударостійке скло або кулестійке скло.
  - Теплозахисне[6]
  - Звукозахисне[6]
  - Броньоване
- Безпечне[6]
- Абсорбційне[6]
- Відбивне[6]
- Загартоване скло — являє собою листове скло, піддане спеціальній термічній обробці, у результаті чого воно набуває поліпшені властивості (міцність, термостійкість, безпека). Загартоване скло застосовують для безпечного засклення світлопрозорих будівельних конструкцій (скляні двері, скляні вітрини магазинів, скляні офісні перегородки, скляні душові кабіни, скляні навіси тощо), фасадного засклення (балконів і лоджій), а також для виготовлення вишуканих меблів.
- Армоване листове скло — листове скло, усередині якого паралельно поверхні покладена металева сітка із крученого або звареного відпаленого, хромованого або нікельованого сталевого дроту діаметром 4, 5-6 мм із шестикутними або квадратними осердями. Його використовують в облаштуванні ліхтарів верхнього світла, перегородок з підвищеними вимогами до безпеки й вогнестійкості засклення, огороджень сходових маршів, балконів. Хвилясте армоване скло використовують у покрівельних конструкціях. До армованих стекол також відносять триплекс.
- Енергозберігаюче скло — скло з нанесеним на поверхню нізькоемісійним оптичним покриттям, що забезпечує збереження тепла в приміщеннях. Рекомендується для приміщень із підвищеними вимогами до захисту від інфрачервоних променів.
- Візерункове скло — найчастіше використовується для декорування елементів інтер'єру. Вироби мають підвищену стійкість до зовнішніх впливів і довговічність.

Скло випускається восьми марок товщиною від 2 мм до 19 мм.

## Способи виробництва
- Ручні способи
- Промислове виробництво:
  - Метод Еміля Фурко, коли розплавлена скломаса потрапляє на охолодження по валках, розміщених у вертикальній площині;
  - Флоат-метод.